# Horní Třešňovec
Horní Třešňovec település Csehországban, az Ústí nad Orlicí-i járásban. Horní Třešňovec Dolní Čermná, Horní Čermná, Lanškroun és Ostrov településekkel határos. Lakosainak száma 628 fő (2024. január 1.).

## Népesség
A település lakosságának változását az alábbi diagram mutatja:
| Lakosok száma | 1048 | 1125 | 1057 | 485  | 522  | 609  | 627  | 622  | 622  | 628  |
|               | 1869 | 1890 | 1921 | 1950 | 1980 | 2001 | 2017 | 2019 | 2022 | 2024 |